# ジャストイート・テイクアウェイドットコム
ジャストイート・テイクアウェイドットコム（オランダ語: Just Eat Takeaway.com N.V.）は、オンラインフードデリバリーサービス企業を統括する株式会社。オランダ・アムステルダムに本社を置き、世界20カ国以上でウェブサイトおよびモバイルアプリケーションを運営している。ユーロネクスト・アムステルダムとロンドン証券取引所に上場している（Euronext: TKWY 、LSE: JET）。

## 沿革

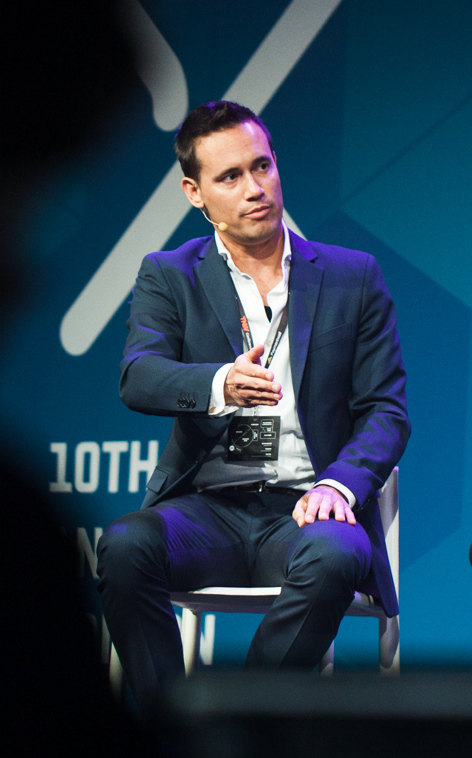
創業者でCEOのイッツ・グルーン

1999年、オランダ・トゥウェンテ大学の学生で情報工学を専攻していた21歳のイッツ・グルーン（Jitse Groen）が、家族と共に誕生日を祝うためにピザを注文したものの仮住所への宅配を拒否された経験から、オンライン上に飲食店を登録するデリバリー事業のアイデアを得て、翌2000年にウェブサイトThuisbezorgd.nlを開設し起業した。2009年にモバイルアプリ（iOS、Android）でのサービスを提供開始、2011年に社名をTakeaway.comと改称し、2012年1月にベンチャーキャピタルから1,300万ユーロを調達、2014年4月、ドイツの同業LieferandoやポーランドのPyszne.plを買収したことで注目を集めた。
2016年9月、サービス拡大に向け資金を得るため、株式公開企業となった。2018年にルーマニア・ブルガリア・イスラエルの同業を買収、グルーンはオランダの40歳未満の経営者としては最も裕福なビリオネアとなり、12月にはデリバリーヒーローのドイツ事業を買収した。
イギリス・ロンドンを拠点とし南北アメリカおよびオセアニアにもグループ企業を持つ同業ジャストイート（Just Eat）に対しては、2016年以来事業買収に関心を示し続けてきたが、2019年8月に同社の買収を発表、翌年4月に買収が完了、社名はジャストイート・テイクアウェイドットコムとなった。2021年6月、アメリカ合衆国の同業グラブハブの買収を完了した。

## 主な保有ブランド
カッコ内はデリバリーサービスが利用できる国・地域を示す。
- Thuisbezorgd.nl（オランダ）
- Takeaway.com（ベルギー・ルクセンブルク・ポルトガル・ルーマニア・ブルガリア）
- Lieferando（ドイツ・オーストリア）
- Pyszne.pl（ポーランド）
- 10bis（イスラエル）
- JUST EAT（イギリス・アイルランド・フランス・イタリア・スペイン・スイス[16]・デンマーク・ノルウェー）
- Menulog（オーストラリア・ニュージーランド）
- SkipTheDishes（カナダ）
- グラブハブ（アメリカ）
- Bistro.sk（スロバキア）
- iFood（ブラジル、コロンビア）※業務提携